# Sappho – Liebe ohne Grenzen
Sappho – Liebe ohne Grenzen ist ein erotisches Liebesdrama aus dem Jahr 2008 von Robert Crombie. Es handelt von einer komplizierten Dreiecksbeziehung in den 1920ern. Der Film ist von Yalta-Film, einer ukrainischen Filmproduktionsfirma, produziert worden. Kinostart war in der Ukraine der 5. März 2008.

## Handlung
In dem Film wird von einem frisch verheiratetem Paar, Sappho und Phil, die ihre Flitterwochen auf der Insel Lesbos in Griechenland verbringen wollen, und Helena, der Tochter des russischen Archäologen Orlow, erzählt. Dieser Film erzählt in einer modernen Version die Geschichte der griechischen Dichterin Sappho.

## Produktion
Sappho – Liebe ohne Grenzen wurde im Jahr 2007 in Jalta auf der Halbinsel Krim an der Küste des Schwarzen Meeres gedreht. Es wurden absichtlich wenig bekannte Schauspieler engagiert, um den sehr provokativen Streifen weniger auffallend zu gestalten. In der Ukraine hat er für viel Aufsehen gesorgt, da in dem Film angeblich lesbische Liebe propagiert wird, was die Kirche verbietet. Dies ist auch deutlich in einigen Szenen zu sehen.
In der deutschen DVD-Auswertung erhielt der Film den Titel Sommerliebe mit dem Originaltitel als Untertitel.

## Soundtrack
Der Musik zum Film stammt von Maro Theodorakis und dem bekannten griechischen Komponisten Mikis Theodorakis.